# Discographie d'Enrique Ramil
 (février 2021).
La mise en forme du texte ne suit pas les recommandations de Wikipédia : il faut le « wikifier ».
Les points d'amélioration suivants sont les cas les plus fréquents :
- Les titres sont pré-formatés par le logiciel. Ils ne sont ni en capitales, ni en gras.
- Le texte ne doit pas être écrit en capitales (les noms de famille non plus), ni en gras, ni en italique, ni en « petit »…
- Le gras n'est utilisé que pour surligner le titre de l'article dans l'introduction, une seule fois.
- L'italique est rarement utilisé : mots en langue étrangère, titres d'œuvres, noms de bateaux, etc.
- Les citations ne sont pas en italique mais en corps de texte normal. Elles sont entourées par des guillemets français : « et ».
- Les listes à puces sont à éviter, des paragraphes rédigés étant largement préférés. Les tableaux sont à réserver à la présentation de données structurées (résultats, etc.).
- Les appels de note de bas de page (petits chiffres en exposant, introduits par l'outil «  Source ») sont à placer entre la fin de phrase et le point final[comme ça].
- Les liens internes (vers d'autres articles de Wikipédia) sont à choisir avec parcimonie. Créez des liens vers des articles approfondissant le sujet. Les termes génériques sans rapport avec le sujet sont à éviter, ainsi que les répétitions de liens vers un même terme.
- Les liens externes sont à placer uniquement dans une section « Liens externes », à la fin de l'article. Ces liens sont à choisir avec parcimonie suivant les règles définies. Si un lien sert de source à l'article, son insertion dans le texte est à faire par les notes de bas de page.
- La présentation des références doit suivre les conventions bibliographiques. Il est recommandé d'utiliser les modèles {{Ouvrage}}, {{Chapitre}}, {{Article}}, {{Lien web}} et/ou {{Bibliographie}}. Le mode d'édition visuel peut mettre en forme automatiquement les références.
- Insérer une infobox (cadre d'informations à droite) n'est pas obligatoire pour parachever la mise en page.

Pour une aide détaillée, merci de consulter Aide:Wikification.
Si vous pensez que ces points ont été résolus, vous pouvez retirer ce bandeau et améliorer la mise en forme d'un autre article.

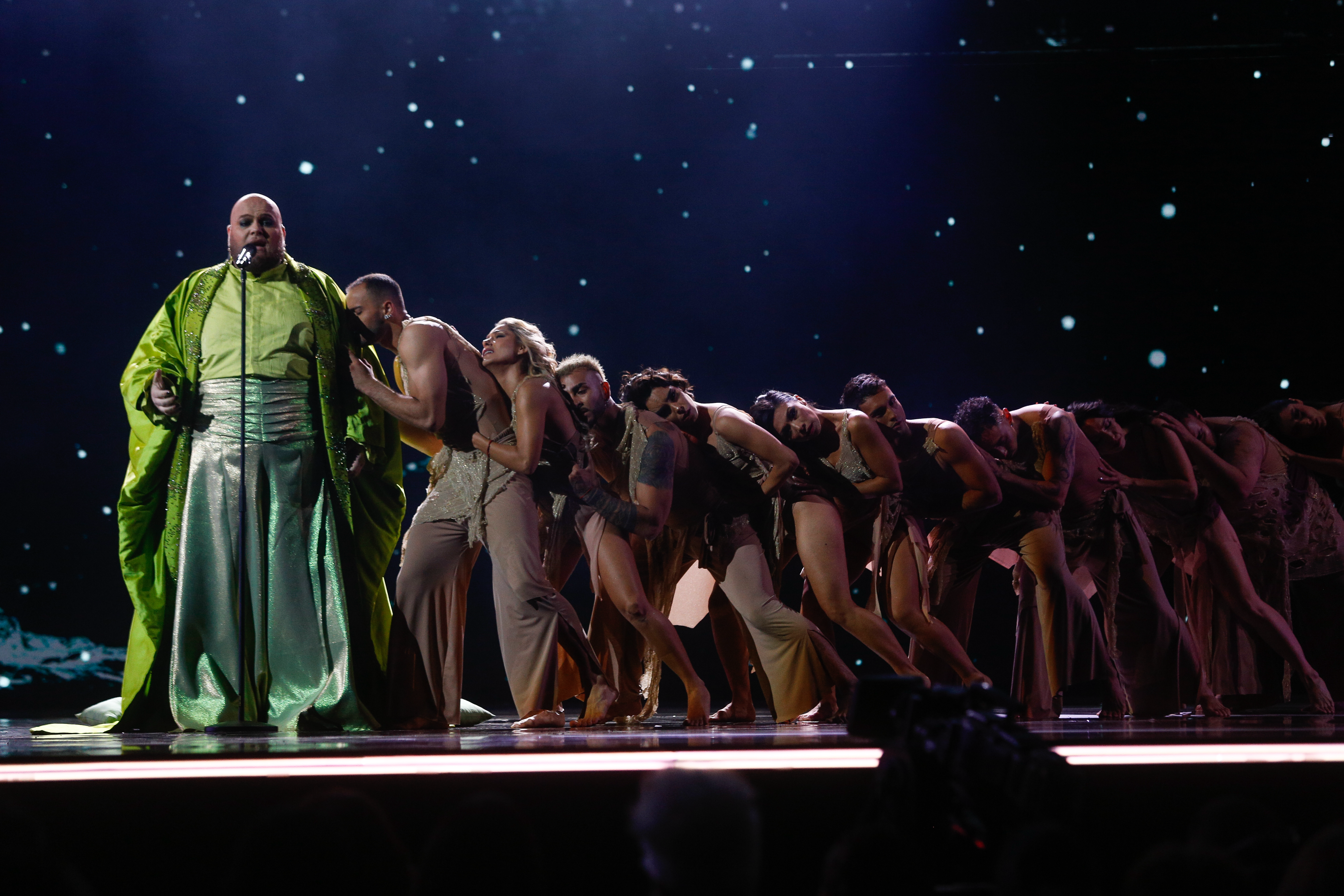
Enrique Ramil au festival Viña del Mar

Enrique Ramil (né le 18 juin 1984 à Ares , La Corogne) est un chanteur, musicien, compositeur et vocal coach espagnol.

## Discographie

### Albums
| An   | Titre              | Des détails                                             | Label              |
| ---- | ------------------ | ------------------------------------------------------- | ------------------ |
| 2008 | V. O.              | - Release date: 2008 - Format: CD                       | Independent Artist |
| 2011 | Juguetes Rotos     | - Release date: 2011 - Format: CD, Digital, Streaming   | Tercera Planta     |
| 2015 | Thank you          | - Release date: 2015 - Format: CD                       | Independent Artist |
| 2019 | Ramil y una noches | - Release Date: 2019 - Formatos: CD, Digital, Streaming | AGP Music          |

### EP
| Believe in Love | - Date de sortie: 2012 - Pride Barcelona 2012 Anthem                                                                         | - Believe in Love - Believe in Love (Version orchestrale) avec Aixa Romay et Julietta Barro |
| Volcanes        | - Date de sortie: 2019 - Écrit par: Enrique Ramil et Antonio Ferrara - Étiqueter: AGP Music - Format: CD, Digital, Streaming | - Volcanes - Volcano (versión en inglés) - Volcanes (Charles Mattew & Exhodia Remix) - Volcano (Charles Mattew & Exhodia Remix) - Volcano (Freshstuff Remix) - Volcano (Kris Nouk Remix) - Volcano (Álvaro Albarrán Main Mix) - Volcano (Álvaro Albarrán Original Remix) - Volcano (Álvaro Albarrán Dub Mix) - Volcano (Álvaro Albarrán Instrumental Mix) - Volcano (Álvaro Albarrán Original Remix Radio Edit) |
| Paradise        | - Date de sortie: 2019 - Écrit par: Enrique Ramil et Dani Vars - Étiqueter: AGP Music - Format: CD, Digital, Streaming       | - Paradise - Paradise - Spanglish Version - Paradise - Dani Vars Remix |

### Singles
| An   | Chanson                          | Album              | Label            |
| ---- | -------------------------------- | ------------------ | ---------------- |
| 2008 | «Remolino»                       | V. O.              | Indépendant      |
| 2008 | «Creo en mí»                     | V. O.              | Indépendant      |
| 2008 | «El loco»                        | V. O.              | Indépendant      |
| 2011 | «Juguetes Rotos»                 | Juguetes Rotos     | Tercera Planta   |
| 2011 | «Si me caigo...»                 | Juguetes Rotos     | Tercera Planta   |
| 2018 | «The Sound of Silence»           | Factor X Directos  | Sony Music       |
| 2018 | «Hombres»                        | Factor X Directos  | Sony Music       |
| 2018 | «Toy»                            | Factor X Directos  | Sony Music       |
| 2018 | «Muera el amor»                  | Factor X Directos  | Sony Music       |
| 2019 | «Volcanes»                       | Volcanes           | AGP Music        |
| 2019 | «La gata bajo la lluvia»         | Ramil y una noches | AGP Music        |
| 2019 | «Perdóname»                      | Ramil y una noches | AGP Music        |
| 2019 | «90 minutos»                     | Ramil y una noches | AGP Music        |
| 2019 | «18 años»                        | Ramil y una noches | AGP Music        |
| 2019 | «Paradise»                       | Paradise           | AGP Music        |
| 2020 | «90 minutos + Durmiendo sola»    | Single             | AGP Music        |
| 2020 | «Señora + Se nos rompió el amor» | Single             | AGP Music        |
| 2020 | «Soy lo prohibido»               | Single             | AGP Music        |
| 2020 | «A tu vera»                      | Single             | AGP Music        |
| 2021 | «Lela»                           | Single             | AGP Music        |
| 2021 | «El perdón»                      | Single             | AGP Music        |
| 2021 | «Mentira»                        | Single             | Castillera Music |
| 2021 | «Prefiero ser la otra»           | Single             | Castillera Music |
| 2021 | «Que trabajo me da»              | Single             | Castillera Music |

### Collaborations
| An   | Chanson                                                                          | Album                                        |
| ---- | -------------------------------------------------------------------------------- | -------------------------------------------- |
| 2011 | «Juguetes Rotos» (feat. Ainhoa Cantalapiedra)                                    | Juguetes Rotos                               |
| 2011 | «Fios de vida» (feat. Maria do Ceo)                                              | Juguetes Rotos                               |
| 2011 | «Mira hacia el cielo» (feat. Rosa Cedrón)                                        | Juguetes Rotos                               |
| 2017 | «Ghetto Track» (collaboration avec Vanilla Ace)                                  | Single de Vanilla Ace – Club Sweat           |
| 2019 | «Don't You Worry Child» (collaboration ave Freshtuff)                            | Single de Freshcords                         |
| 2020 | «No somos inmortales» (collaboration avec plusieurs artistes)                    | Hymne du festival Emergentes                 |
| 2020 | «Leo» (collaboration avec Alejandro de Pinedo)                                   | Zodiac par Alejandro de Pinedo – AGP Music   |
| 2020 | «Forgiveness» (collaboration avec J Sanz)                                        | Deux singles par J Sanz – Caresse Records    |
| 2020 | «Time To Fly» (collaboration avec Carlos Garo)                                   | Single par Carlos Garo – Rocket Music        |
| 2021 | «Lela» (featuring María Villalón)                                                | Single                                       |
| 2021 | «El Perdón» (collaboration avec Diana Navarro)                                   | Single                                       |
| 2021 | «Prefiero ser la otra (versión ranchera)» avec la chanteuse vénézuélienne Karina | Single                                       |
| 2021 | «Pride - I Feel So Good» (colaboración con Alejandro de Pinedo)                  | The Seven Deadly Sins de Alejandro de Pinedo |

## Bandes sonores
- Believe in Love (Tercera Planta), hymne officiel de Pride Barcelona 2012.

## Clips vidéos
| An   | Chanson                                                                            | Dirigé par         |
| ---- | ---------------------------------------------------------------------------------- | ------------------ |
| 2009 | Es mi voluntad (présélection du Concours Eurovision de la chanson 2010)            |                    |
| 2011 | Juguetes Rotos (duo avec Ainhoa Cantalapiedra)                                     | Victor Moreno      |
| 2012 | Si me caigo...                                                                     | Cristina Fraga     |
| 2012 | Believe in Love (Pride Barcelona 2012 Anthem)                                      | Cristóbal Garrido  |
| 2019 | Volcanes                                                                           | Fran Granada       |
| 2019 | Perdóname                                                                          | David León         |
| 2019 | 18 años                                                                            | David León         |
| 2019 | 90 minutos                                                                         | David León         |
| 2020 | You Make Me Feel So Young (Enrique Ramil & The Jazzifiers)                         | David León         |
| 2020 | 90 minutos + Durmiendo sola                                                        | David León         |
| 2020 | Señora + Se nos rompió el amor                                                     | David León         |
| 2020 | Soy lo prohibido                                                                   | David León         |
| 2020 | A tu vera                                                                          | David León         |
| 2021 | El Perdón (duo avec Diana Navarro)                                                 | David León         |
| 2021 | Mentira                                                                            | Alexander Escorcia |
| 2021 | Prefiero ser la otra                                                               | Alexander Escorcia |
| 2021 | Prefiero ser la otra - version duo ranchera avec la chanteuse vénézuélienne Karina | Frederick Melendez |
| 2021 | Qué trabajo me dá                                                                  | David León         |
| 2021 | El triste (version vocale en direct)                                               | David León         |
| 2021 | Farsante (version vocale en direct)                                                | David León         |